# Hemiacridinae
Hemiacridinae es una subfamilia de insectos ortópteros caelíferos perteneciente a la familia Acrididae. Se encuentra en África y Asia.

## Géneros
Según Orthoptera Species File (1 de abril de 2010):
- Hemiacridini Dirsh 1956
  - Hemiacris Walker, 1870
  - Hemipristocorypha Dirsh, 1952
  - Pristocorypha Karsch, 1896
- Hieroglyphini Bolívar, 1912 
  - Hieroglyphodes Uvarov, 1922
  - Hieroglyphus Krauss, 1877
  - Parahieroglyphus Carl, 1916
- Leptacrini Johnston, 1956
  - Acanthoxia Bolívar, 1906
  - Leptacris Walker, 1870
  - Meruana Sjöstedt, 1909
  - Sudanacris Uvarov, 1944
  - Dirshacris Brown, 1959
  - Hemiloryma Brown, 1973
  - Labidioloryma Grunshaw, 1986
  - Loryma Stål, 1878
- Mesopserini Otte, 1995
  - Mesopsera Bolívar, 1908
  - Xenippa Stål, 1878
  - Xenippacris Descamps & Wintrebert, 1966
- tribu indéterminée
  - Calamippa Henry, 1940
  - Clonacris Uvarov, 1943
  - Euthymia Stål, 1875
  - Galideus Finot, 1908
  - Gergis Stål, 1875
  - Glauningia Ramme, 1929
  - Hysiella Bolívar, 1906
  - Kassongia Bolívar, 1908
  - Limnippa Uvarov, 1941
  - Lopheuthymia Uvarov, 1943
  - Malagasacris Rehn, 1944
  - Morondavia Dirsh, 1962
  - Onetes Rehn, 1944
  - Oraistes Karsch, 1896
  - Pachyceracris Dirsh, 1962
  - Paulianiobia Dirsh & Descamps, 1968
  - Proeuthymia Rehn, 1944
  - Pseudoserpusia Dirsh, 1962
  - Uvarovidium Dirsh, 1956
  - Xenippella Kevan, 1966
  - Xenippoides Chopard, 1952